# Antoni Coll
Antoni Coll i Gilabert (Ivars d'Urgell, 1943) es un periodista español.
Cursó la carrera de magisterio en Lérida (1960-1963) y de periodismo en la Universidad de Navarra (1963-1966).
En 1966 comenzó su actividad periodística en el Diario de Lérida como jefe de redacción. En 1969 fue redactor de El Noticiero de Zaragoza, subdirector en 1972 y director de 1973 a 1977. En 1977 fue subdirector del Diario de Barcelona así como de 1980 hasta 1982, fue jefe de Nacional de El Correo Catalán y colaborador de Televisión Española. En ese año, ocupó el puesto de redactor de La Vanguardia y, dos años después, en 1984 fue director del Diari de Tarragona hasta el 2004.
Desde entonces, es Consejero Editorial del Diari de Tarragona y desde el inicio de su etapa en esta publicación no ha dejado de escribir una sección diaria llamada «La Plumilla». También es impulsor y presidente del patronato de la Fundación Bonanit desde su fundación, en 2006. Esta entidad tiene cuidado de los sin techo de Tarragona facilitándoles alojamiento y comida.
En 2003 el Ayuntamiento de Tarragona le concedió el título honorífico «Hijo Adoptivo» de la ciudad.

## Obras publicadas
- Sorpresas para una hoja en blanco. Digital Reasons, Madrid, 2023.
- El campanar d'Ivars. Records i reflexions d'un periodista del Pla d'Urgell. Pagès Editors, Lérida, 2018
- Cuando veáis que la Luna os sonríe. Arola Editors, Tarragona, 2016
- Els 25 anys de la Plumilla. Ed. Escua, Barcelona, 2014
- El guía de Saint Paul. Una ciudad, un templo, un cuadro.  Ed. Milenio, Lérida, 2013
- Sis setmanes. L'adéu de Tarradellas i l'arribada de Pujol en la memòria d'un periodista. Ed. Escua, Barcelona, 2012
- Mis seis diarios. Memoria de cuarenta años de periodismo. Ed. Milenio, Lérida, 2011
- Los cinco padres de Europa. La aventura de la unidad europea. Ed. Milenio, Lérida, 2008
- Dios y los periódicos. Planeta Testimonio, Barcelona, 2006
- Com una barca al mig de l'estany. Ed. Proa, Barcelona, 2001
- Memorias involuntàries d'Enric Olivé Martínez. Converses amb A. Coll Gilabert. Arola Editors, Tarragona, 1999
- Memorias de un médico rural. Ediciones Internacionales Universitarias, Barcelona, 1997
- Aviones de papel. Ediciones Internacionales Universitarias, Barcelona, 1996
- Desde mi ventana. Apuntes de Tarragona en la Plumilla. Editorial Promicsa, Tarragona, 1996
- El médico. Ed. Armonía, Barcelona, 1991
- L'illa dels animals. Ed. La Llar del Llibre, Barcelona, 1988
- Así es Juan Pablo II. Ed. Noguer, Barcelona, 1982
- De profesión periodista. Ed. Noguer, Barcelona, 1981
- Recordando a los Kennedy. Talleres Editoriales El Noticiero, Zaragoza, 1972